# Анаконда (город)
Анаконда (англ. Anaconda) — город в Монтане (США), административный центр округа Дир-Лодж.

## География
Анаконда расположена в юго-западной части штата в восьми километрах от Континентального водораздела. Город находится в Скалистых горах, его высота над уровнем моря колеблется от 1590 до 1650 метров, а окружают Анаконду пики до 3160 метров. Максимальная температура — +38.9 °С, минимальная — −38.9 °С в декабре 1983 года.
В городе Анаконда умеренно-холодный климат. В течение года выпадает значительное количество осадков, даже во время засушливых месяцев. По классификации климатов Кёппена — влажный континентальный климат (индекс Dfb). Средняя годовая температура составляет 4,9 °C, среднее количество осадков за год — 325 мм.
| Показатель                    | Янв.  | Фев.  | Март  | Апр.  | Май  | Июнь | Июль | Авг. | Сен.  | Окт.  | Нояб. | Дек.  | Год   |
| ----------------------------- | ----- | ----- | ----- | ----- | ---- | ---- | ---- | ---- | ----- | ----- | ----- | ----- | ----- |
| Абсолютный максимум, °C       | 16,1  | 18,3  | 21,7  | 28,3  | 32,8 | 35,6 | 37,8 | 38,9 | 36,1  | 31,1  | 23,3  | 15,6  | 38,9  |
| Средний суточный максимум, °C | −0,2  | 2,4   | 5,5   | 11,0  | 16,5 | 21,2 | 26,6 | 26,0 | 19,8  | 13,6  | 4,8   | 0,3   | 12,3  |
| Средняя температура, °C       | −6    | −3,7  | −0,9  | 3,9   | 8,8  | 12,9 | 16,9 | 16,3 | 11,1  | 6,0   | −1,1  | −5,3  | 4,9   |
| Средний суточный минимум, °C  | −11,8 | −9,7  | −7,3  | −3,1  | 1,2  | 4,6  | 7,3  | 6,6  | 2,5   | −1,6  | −7    | −10,9 | −2,4  |
| Абсолютный минимум, °C        | −35   | −37,2 | −29,4 | −18,9 | −10  | −5   | −0,6 | −5   | −17,2 | −22,8 | −30   | −38,9 | −38,9 |
| Норма осадков, мм             | 19    | 12    | 19    | 26    | 47   | 53   | 32   | 32   | 30    | 20    | 18    | 17    | 325   |
| Источник: ,                   |       |       |       |       |      |      |      |      |       |       |       |       |       |

## История

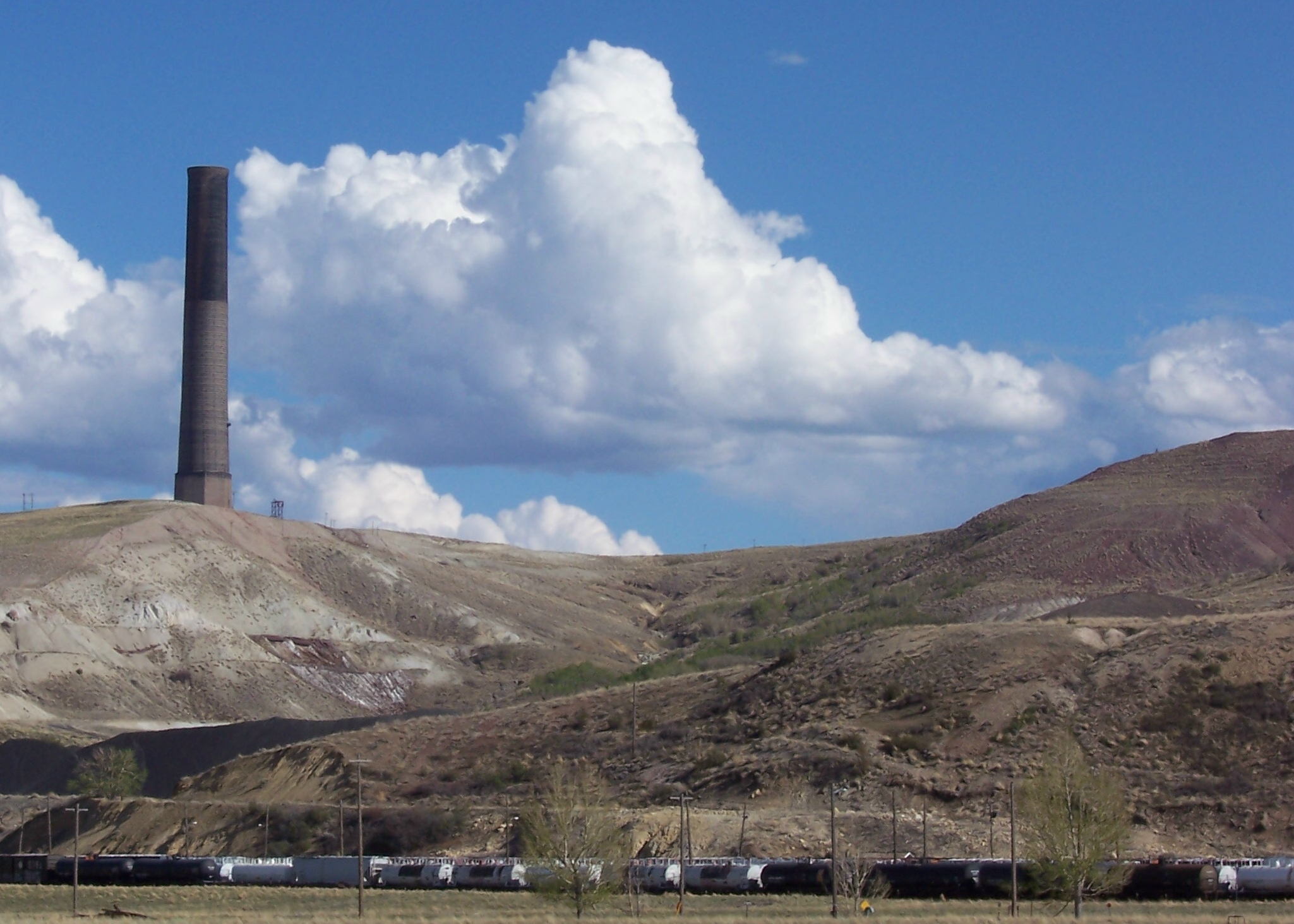
Дымовая труба Анаконды

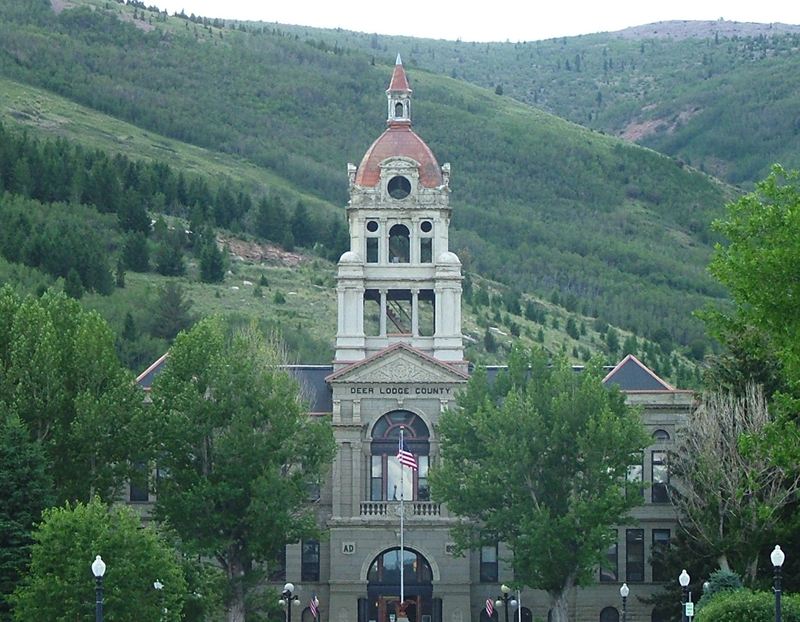
Здание окружного суда

Основателем Анаконды является бизнесмен Маркус Дэли, один из трёх «Медных королей». В 1883 году он профинансировал строительство медеплавильного завода на этом месте и подал заявку на присвоение новому населённому пункту, вырастающему у предприятия, имени Копперополис. Однако имя оказалось уже занятым, и тогда разочарованный Дэли дал посёлку «первое попавшееся» имя — разглядывая открытки популярного в то время фотографа Клинтона Мура, он увидел изображения огромной южноамериканской змеи.
В 1888 году Анаконда получила статус города, в 1905 году была проведена телефонная связь, а работа нового завода была столь успешной, что в 1915 году название компании Дэли Amalgamated Copper Mining Company было изменено на Anaconda Copper. Тем не менее в 1980 году предприятие, проработав без перерыва почти век, было закрыто, все постройки подлежали сносу, однако местные жители выступили за сохранение крупной достопримечательности — дымовой трубы завода. К 1986 году на месте завода был разбит парк «Анаконда-Стэк», труба оставлена на радость жителям и туристам.
В городе проходят крупные соревнования по гольфу на поле Old Works, спроектированном лично чемпионом Джеком Никлаусом.

## Демография
Расовый состав
- белые — 91,6 %
- латиноамериканцы — 2,9 %
- коренные американцы — 2,6 %
- афроамериканцы — 0,4 %
- азиаты — 0,3 %
- прочие расы — 0,1 %
- смешанные расы — 2,1 %

## Достопримечательности
- Здание окружного суда.

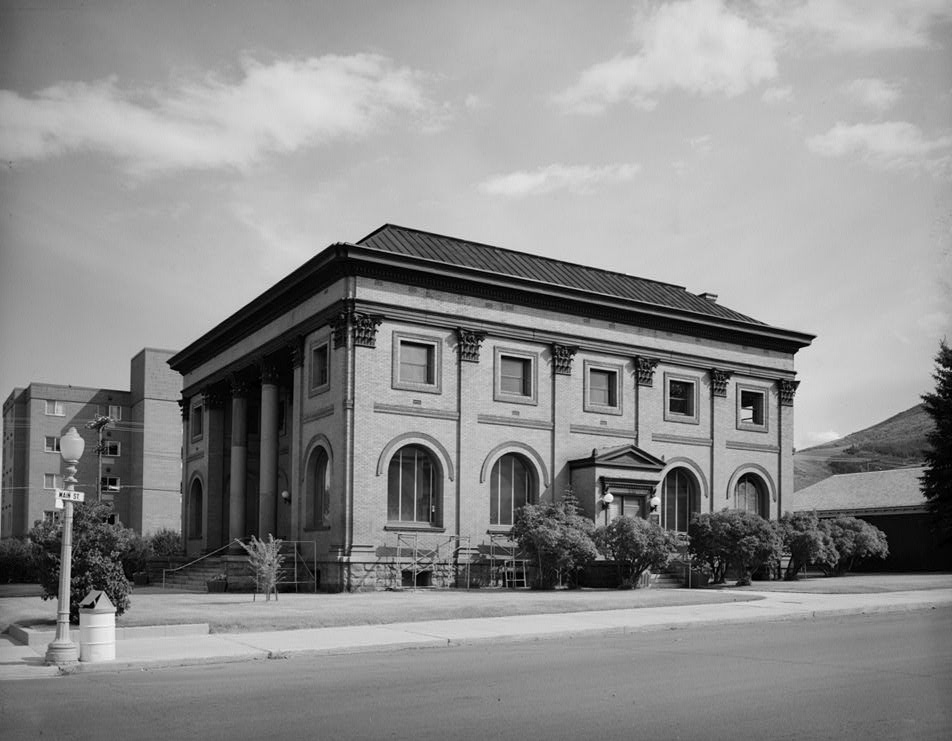
Библиотека «Хёрст-Фри»

- Библиотека «Хёрст-Фри» (построена в 1898 году[3]).
- Клуб «Модерне».
- Музей «Коппер-Вилладж»[9].
- Кинотеатр «Уошоу»[англ.] (открыт в 1936 году).
- Дымовая труба Анаконды — самое высокое кирпичное сооружение в мире (178 метров, возведена в 1919 году).